# Gregor Lederwasch V
Gregor Lederwasch V (* 9. November 1752 in Tamsweg; † 7. August 1819 ebenda) war ein Maler aus der Salzburger Malerfamilie Lederwasch. Er war ein Sohn von Gregor Lederwasch IV.
Gregor lieferte u. a. 1796 den Riss für die Empore der Kirche Sankt Margarethen im Lungau.
Gregor Lederwasch V war nicht nur Maler in Tamsweg, er war auch Ingenieur und wurde als solcher von Fürsterzbischof Hieronymus Colloredo etwa 1790 beauftragt, Vermessungen durchzuführen, und auf deren Basis Pläne und Kostenvoranschläge für eine Verlegung der lawinengefährdeten Radstädter Tauernstraße in das Weißpriachtal, den Oberhüttensattel und das Forstau-Tal auszuarbeiten. Lederwasch machte in seinem Bericht auch aufmerksam, dass der Weißpriacher Winkel reich an edlen Metallen und daher einer Untersuchung durch einen geschickten Bergmann zu empfehlen sei.